# Tottenham House
Tottenham House è un edificio storico che si trova a Great Bedwyn, centro poco lontano da Marlborough nella contea del Wiltshire, Sud Ovest dell'Inghilterra, Regno Unito. La struttura, che risale al XVIII secolo e fu ricostruita circa un secolo più tardi, viene considerata un monumento classificato di primo grado per il suo particolare interesse storico e architettonico.

## Storia

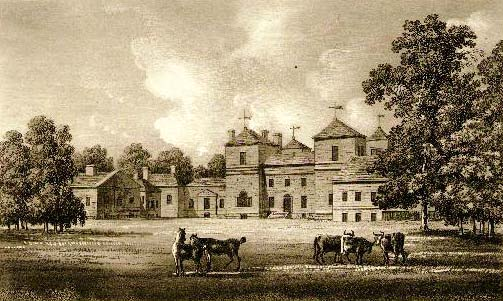
Tottenham House in una stampa del 1790 circa

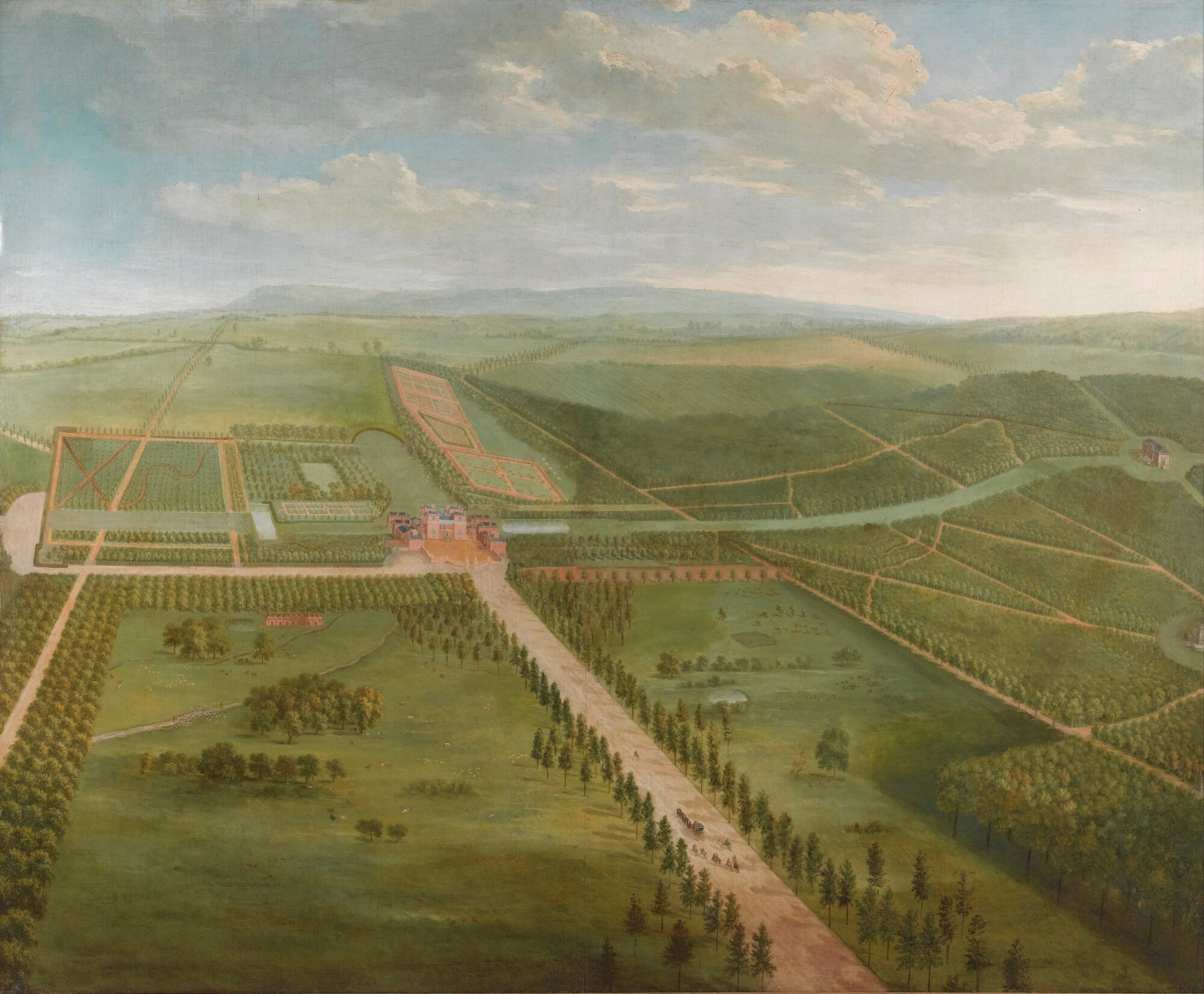
Tottenham House col suo parco in un dipinto della metà del XVIII secolo

Sul sito dello storico edificio che ci è pervenuto si sono succeduti, nel tempo, altre tre dimore con la stessa denominazione di Tottenham House. La villa precedente, in mattoni, era stata costruita da Lord Bruce nel 1742 e progettato da suo cognato, il famoso architetto Lord Burlington. Quando un successivo Lord Bruce ottenne il titolo di 1º marchese di Ailesbury, nel 1820, chiese all'architetto Thomas Cundy di progettare una villa molto più grande, che fu in gran parte realizzata ampliando la vecchia casa di Burlington e tenendo la sua struttura come blocco originale, ricoprendo i vecchi mattoni con blocchi di pietra di Bath. Nel 1870 furono aggiunte due grandi ali laterali simmetriche. La famiglia visse a Tottenham House fino al 1940, quando iniziò a condividerla con gli ufficiali del grande contingente dell'esercito statunitense di stanza nella foresta di Savernake in preparazione all'invasione poi nota come D-Day. Dopo la fine della seconda guerra mondiale, la famiglia si trasferì in una casa più piccola nella tenuta e Tottenham House fu affittata alla scuola maschile Hawtreys, fino a quando la scuola fallì nel 1994. Da allora la villa è stata affittata alla Amber Foundation, un ente di beneficenza registrato per i giovani disoccupati. Nonostante i desideri del conte di Cardigan e di suo padre, il marchese di Ailesbury, Tottenham House e il parco circostante furono venduti dai fiduciari della tenuta nel 2015.

## Descrizione

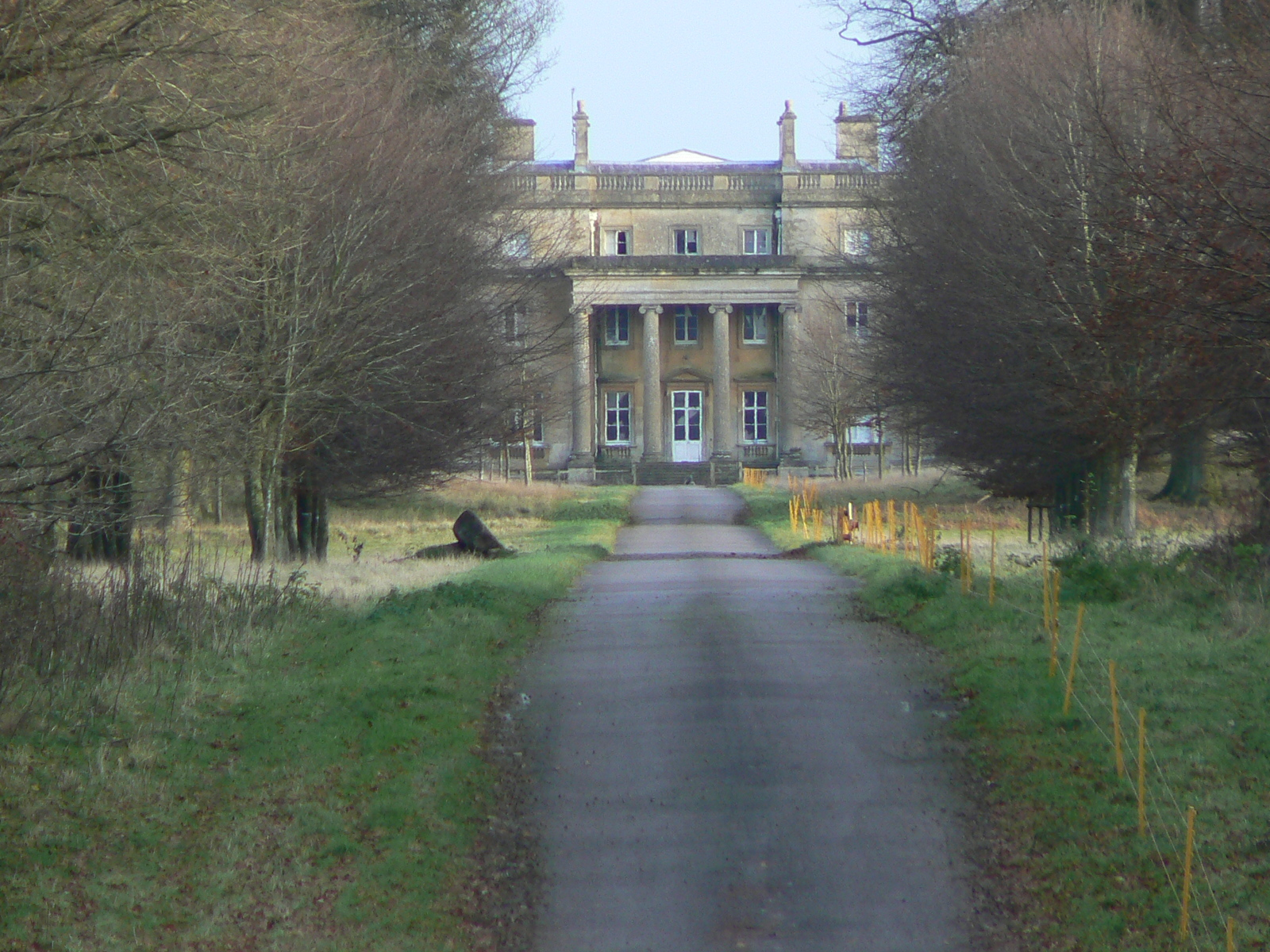
Viale di accesso nel parco

Tottenham House si trova al centro di una grande tenuta subito ad ovest dell'abitato di Great Bedwyn, poco lontano da Marlborough nel Wiltshire, Sud Ovest dell'Inghilterra, Regno Unito. Si tratta di una grande villa palladiana con un corpo centrale e due grandi ali laterali simmetriche. Sulla collina di fronte si trova la colonna di Ailesbury, eretta nel 1770 per commemorare la guarigione da un grave disturbo di sua maestà Giorgio III del Regno Unito. La struttura in mattoni è rivestita in pietra calcarea bugnata. I tetti sono in ardesia. Nella sua parte centrale alza per tre piani,, con un seminterrato e una mansarda. Il portico è in stile neoclassico ionico tetrastilo. Blocco principale e blocchi di collegamento hanno finestre a battente, frontoni triangolari e balaustra. Sopra il secondo piano si trova la cornice. Gli interni presentano un ingresso con pilastri ionici accoppiati e cornice a dentelli. Nella sale sono presenti camini con mensole terminali e pannello ghirlandato con figura in marmo e bambino. La sala principale porta alla grande scala con gallerie e balaustra in ghisa e corrimano in mogano intagliato e
intagliato. La sala da pranzo con è di grandi dimensioni con camino in marmo. La sala da biliardo è stata trasformata in biblioteca ed è caratterizzata da un soffitto molto ricco di decorazioni. La parte posteriore dell'ala del quadrante destro costituiva la ex serra, presenta colonne in ghisa e tetto a volta a botte realizzato da Richard e Jones.

## Monumento classificato
Tottenham House dal 22 agosto 1966 viene giudicata una struttura di particolare interesse storico e architettonico in Inghilterra o Galles, classificata come monumento di primo grado.

## Nella cultura di massa
Nella storica dimora è stato ambientato il film Festa di mezzanotte - L'invito è a sorpresa diretto nel 1994 da Justin Hardy e che tra gli interpreti ha visto la partecipazione di Christopher Lee.